# جمال بن حويرب
جمال بن حويرب، مؤرخ وكاتب وشاعر إماراتي. هو المستشار الثقافي في حكومة دبي، والمدير التنفيذي لمؤسسة محمد بن راشد آل مكتوم للمعرفة منذ عام 2017، ونائب رئيس جائزة محمد بن راشد آل مكتوم للمعرفة وأمينها العام منذ 2016.

## عنه
هو مؤرخ وأديب متخصص في توثيق الحركة الثقافية والإبداعية في إمارة دبي وإمارات دولة الإمارات العربية المتحدة ومنطقة الخليج العربي. أصدر ملحقًا أدبيًا أسبوعيًا في جريدة البيان تحت عنوان «باب المعارف» منذ عام 1998، تضمن استعراضًا وتحليلًا لتاريخ المنطقة وآدابها. وهو أحد مؤسسي «دار الصدى للصحافة والنشر والتوزيع» في عام 1999، التي تصدر أربع مجلات شهرية من مقرها في دبي، كان من أبرزها مجلة «جواهر» التي تعنى بالشعر الشعبي الخليجي. وله عمود يومي باسم «يوميات» ينشر في جريدة البيان، إضافة إلى مقالات أخرى تنشر في عدد من الصحف والمجلات. برنامجه الوثائقي «الراوي» الذي يُبث عبر تلفزيون دبي وصل إلى 275 حلقة عبر مواسم عدة، ركز فيه على توثيق تاريخ وتراث وهوية منطقة الخليج العربي والوطن العربي، عبر توثيق سيرة أعلام المنطقة. وهو رئيس تحرير مجلة «مدارات ونقوش» التي تعنى بالتراث والأدب والتاريخ.

## مؤلفاته
صدر له أكثر من 15 مؤلفًا، في مختلف مجالات التاريخ والثقافة والشعر، أبرزها: رواية «أيادي سبأ» التي ترجمت إلى الإنجليزية تحت عنوان: «Tale of Wisdom»، و«نقوش على جدران الحياة»، و«مدارات» و«يوميات جمال بن حويرب في الوطن والمجتمع واللغة والتاريخ والتراث»، و«لبنى» و«الفاتنة» و«المجد».

## عضوياته
جمال بن حويرب عضو في كل من:
- عضو مجلس إدارة مؤسسة دبي للإعلام.
- عضو في اللجنة التنفيذية العليا لمبادرات محمد بن راشد آل مكتوم العالمية.
- نائب الرئيس لجنة تطوير منهج التربية الوطنية.
- عضو بالمجلس الاستشاري لكلية الآداب، والعلوم الإنسانية والاجتماعية في جامعة الشارقة.
- عضو بالمجلس الاستشاري لكلية العلوم الإنسانية والاجتماعية في جامعة الإمارات العربية المتحدة.
- عضو في برنامج القيادات العالمية في كلية سعيد للأعمال في جامعة أكسفورد.
- عضو في مجلس أمناء جامعة الفلاح.
- عضو في مجلس جائزة الإعلام السعودي في المملكة العربية السعودية.
- عضو في اللجنة الدائمة لمعهد اليونسكو للتعلّم مدى الحياة.